# Boogschieten op de Paralympische Zomerspelen 2004
Op de XIIe Paralympische Spelen die in 2004 werden gehouden in het Griekse Athene was boogschieten een van de 19 sporten die werden beoefend tijdens deze spelen. Er waren voor België en Nederland geen boogschutters die deelnamen aan de Paralympische Spelen.

## Mannen

### Teams
| \| Rank \| Land \| Punten \| Schutters \| \| ---- \| ---------------- \| ------ \| -------------------------------------------- \| \| 1 \| Zuid-Korea \| 236 \| Young Joo Jung Hak Young Lee Hong Gu Lee \| \| 2 \| Japan \| 223 \| Koichi Minami Kimimasa Onodera Shinji Sakoda \| \| 3 \| Verenigde Staten \| 231 \| Aaron Cross Jeff Fabry Kevin Stone \| |                  |        |                                              |
| Rank | Land             | Punten | Schutters                                    |
| 1 | Zuid-Korea       | 236    | Young Joo Jung Hak Young Lee Hong Gu Lee     |
| 2 | Japan            | 223    | Koichi Minami Kimimasa Onodera Shinji Sakoda |
| 3 | Verenigde Staten | 231    | Aaron Cross Jeff Fabry Kevin Stone           |

### Individueel
| Klasse | Punten | land | Goud          | land | Zilver           | land | Brons       |
| ------ | ------ | ---- | ------------- | ---- | ---------------- | ---- | ----------- |
| Staand | 103    | SVK  | Imrich Lyocsa | POL  | Tomasz Lezanski  | KOR  | Tae Sung An |
| W1     | 108    | GBR  | John Cavanagh | SWE  | Anders Groenberg | USA  | Jeff Fabry  |
| W2     | 108    | GER  | Mario Oehme   | KOR  | Young Joo Jung   | KOR  | Hong Gu Lee |

## Vrouwen

### Teams
| \| Rank \| Land \| Punten \| Schutters \| \| ---- \| ------------------- \| ------ \| ------------------------------------------ \| \| 1 \| Verenigd Koninkrijk \| 184 \| Anita Chapman Margaret Parker Kathy Smith \| \| 2 \| Italië \| 157 \| Paola Fantato Anna Menconi Sandra Truccolo \| \| 3 \| Zuid-Korea \| 213 \| Hee Sook Ko Hwa Sook Lee Kyung Hee Lee \| |                     |        |                                            |
| Rank | Land                | Punten | Schutters                                  |
| 1 | Verenigd Koninkrijk | 184    | Anita Chapman Margaret Parker Kathy Smith  |
| 2 | Italië              | 157    | Paola Fantato Anna Menconi Sandra Truccolo |
| 3 | Zuid-Korea          | 213    | Hee Sook Ko Hwa Sook Lee Kyung Hee Lee     |

### Individueel
| Klasse | Punten | land | Goud          | land | Zilver             | land | Brons              |
| ------ | ------ | ---- | ------------- | ---- | ------------------ | ---- | ------------------ |
| Staand | 92     | CHN  | Yanhong Wang  | THA  | Wasana Karpmaichan | POL  | Malgorzata Olejnik |
| W1/W2  | 97     | ITA  | Paola Fantato | JPN  | Naomi Isozaki      | JPN  | Nako Hirasawa      |

Atletiek · Bankdrukken · Basketbal · Blindenvoetbal · Boogschieten · Boccia · CP-voetbal · Goalball · Judo · Paardensport · Rugby · Schermen · Schietsport · Tafeltennis · Tennis · Volleybal · Wielersport · Zeilen · Zwemmen
Rome 1960 ·
Tokio 1964 ·
Tel Aviv 1968 ·
Heidelberg 1972 ·
Toronto 1976 ·
Arnhem 1980 ·
New York & Stoke Mandeville 1984 ·
Seoel 1988 ·
Barcelona 1992 ·
Atlanta 1996 ·
Sydney 2000 ·
Athene 2004 ·
Peking 2008 ·
Londen 2012 ·
Rio de Janeiro 2016 ·
Tokio 2020 ·
Parijs 2024 ·
Los Angeles 2028